# Sulița, Botoșani
Sulița este satul de reședință al comunei cu același nume din județul Botoșani, Moldova, România. Pe teritoriul său se află Mănăstirea Cozancea.

## Personalități
- Ion Pribeagu (1887 – 1971), poet și umorist

 Acest articol despre o localitate din județul Botoșani este deocamdată un ciot. Puteți ajuta Wikipedia prin completarea lui.